# Hymenodon
Hymenodon là một chi rêu trong họ Rhizogoniaceae.